# Demon Wars
Demon Wars è una serie di 7 romanzi fantasy dell'autore statunitense R.A. Salvatore, scritti tra il 1997 e il 2003. La narrazione ha come ambientazione il mondo di Corona e in particolare i regni di Honce-the-Bear e di Behren messi sotto assedio dalle forze del male.
La saga è divisa in due trilogie: la Trilogia del Demone e L'eredità del Demone congiunti tra di loro solo dal romanzo Mortalis (rinominato La maledizione del demone).

## Opere

### Prima trilogia
- Il risveglio del demone
- Lo spirito del demone
- L'apostolo del demone

### Seconda trilogia
- L'ascesa del demone
- Il potere del demone
- La caduta del demone